# 毛利敏彦
毛利 敏彦（もうり としひこ、1932年12月1日 - 2016年3月12日）は、日本の歴史学者。大阪市立大学名誉教授。明治維新史学会顧問。専門は日本近代史（政治史・外交史）。

## 来歴
千葉県千葉市生まれ。1956年九州大学法学部卒業。1969年九州大学大学院法学研究科博士課程修了（日本政治外交史専攻）、「明治維新政治史序説」で法学博士。九州工業大学助教授、大阪市立大学助教授、教授、1996年定年退官、名誉教授、広島市立大学国際学部長・教授、2003年退職。
維新の十傑の江藤新平は縁戚にあたる。
2016年3月12日に腎不全のため死去。83歳没。

## 著書

### 単著
- 『明治維新政治史序説』（未來社、1967年）
- 『大久保利通 維新前夜の群像5』（中公新書、1974年、改版1992年）
- 『明治六年政変の研究』（有斐閣、1978年） オンデマンド版2004年
- 『明治六年政変』（中公新書、1980年）
- 『江藤新平 急進的改革者の悲劇』（中公新書、1987年、増補版1997年）
- 『岩倉具視 幕末・維新の群像2』（PHP研究所、1989年）
- 『明治維新の再発見』（吉川弘文館、1993年、同<歴史文化セレクション>、2010年）
- 『台湾出兵 大日本帝国の開幕劇』（中公新書、1996年）
- 『明治維新政治外交史研究』（吉川弘文館、2002年）
- 『幕末維新と佐賀藩 日本西洋化の原点』（中公新書、2008年）

### 編著
- 『図説 西郷隆盛と大久保利通』　（河出書房新社、1990年）

## その他
従来の研究では明治六年政変で西郷隆盛や江藤新平が下野したのは征韓論という外交問題での対立が原因という見方が支配的だった。
毛利はこの見方を批判し、独自の説を展開した。毛利説では、この政変は山縣有朋が絡んだ山城屋事件や槇村正直の小野組転籍事件、井上馨の尾去沢鉱山経営権の不正取得など汚職の連発で窮地に追い込まれた木戸孝允・伊藤博文ら長州派を中心とするグループが、土佐・肥前派を追い落とすために仕組んだクーデターであり、征韓論を巡って政府が分裂した事件ではないという。また西郷は公式の場で一度も朝鮮出兵を主張しておらず、むしろ砲艦外交を主張していた板垣退助を戒めるほどの道義外交（平和外交）論者であったという。
この件に関連し、江藤が首謀者とされる佐賀戦争（佐賀の乱）についても、当時政権の中枢にいた大久保利通が一方的に仕掛けた謀略であると主張する。
毛利の学説は、「内治派」と「外征派」という二項対立で政変をとらえる単純な解釈から脱却し、留守政府の研究が進む一つの端緒ともなったが、彼の説に田村貞雄を初めとする批判的な学者との間では、史料解釈等をめぐって論争が展開された。